# Cortemilia
Cortemilia (en français Courtemille) est une commune italienne de la province de Coni, dans la région Piémont.

## Administration
| Période                                  | Période | Identité | Étiquette | Qualité |
| ---------------------------------------- | ------- | -------- | --------- | ------- |
|                                          |         |          |           |         |
| Les données manquantes sont à compléter. |         |          |           |         |

### Hameaux
San Michele, San Pantaleo, Castella, Pieve, Bruceto, Doglio, San Giacomo, Santa Lucia, Sulite, Salino

### Communes limitrophes
Bergolo, Bosia, Castino, Perletto, Pezzolo Valle Uzzone, Serole, Torre Bormida

## Personnalités liées
- Enrico Scarampi (vers 1355-1440), évêque d'Acqui et de Belluno-Feltre, né à Cortemilia.